# Cicadula mutilla
Cicadula mutilla är en insektsart som beskrevs av Ribaut 1952. Cicadula mutilla ingår i släktet Cicadula och familjen dvärgstritar. Inga underarter finns listade i Catalogue of Life.